# Traum, verursacht durch den Flug einer Biene um einen Granatapfel, eine Sekunde vor dem Aufwachen
Traum, verursacht durch den Flug einer Biene um einen Granatapfel, eine Sekunde vor dem Aufwachen (spanischer Originaltitel: Sueño causado por el vuelo de una abeja alrededor de una granada un segundo antes de despertar) ist ein 1944 entstandenes Ölgemälde des surrealistischen Malers Salvador Dalí. Es entstand während Dalís achtjährigem Exil in den Vereinigten Staaten und stellt eines der herausragendsten Werke seiner paranoisch-kritischen Schaffensperiode dar.
Das Gemälde befindet sich heute zusammen mit weiteren Werken Dalís im Museo Thyssen-Bornemisza in Madrid.

## Entstehung

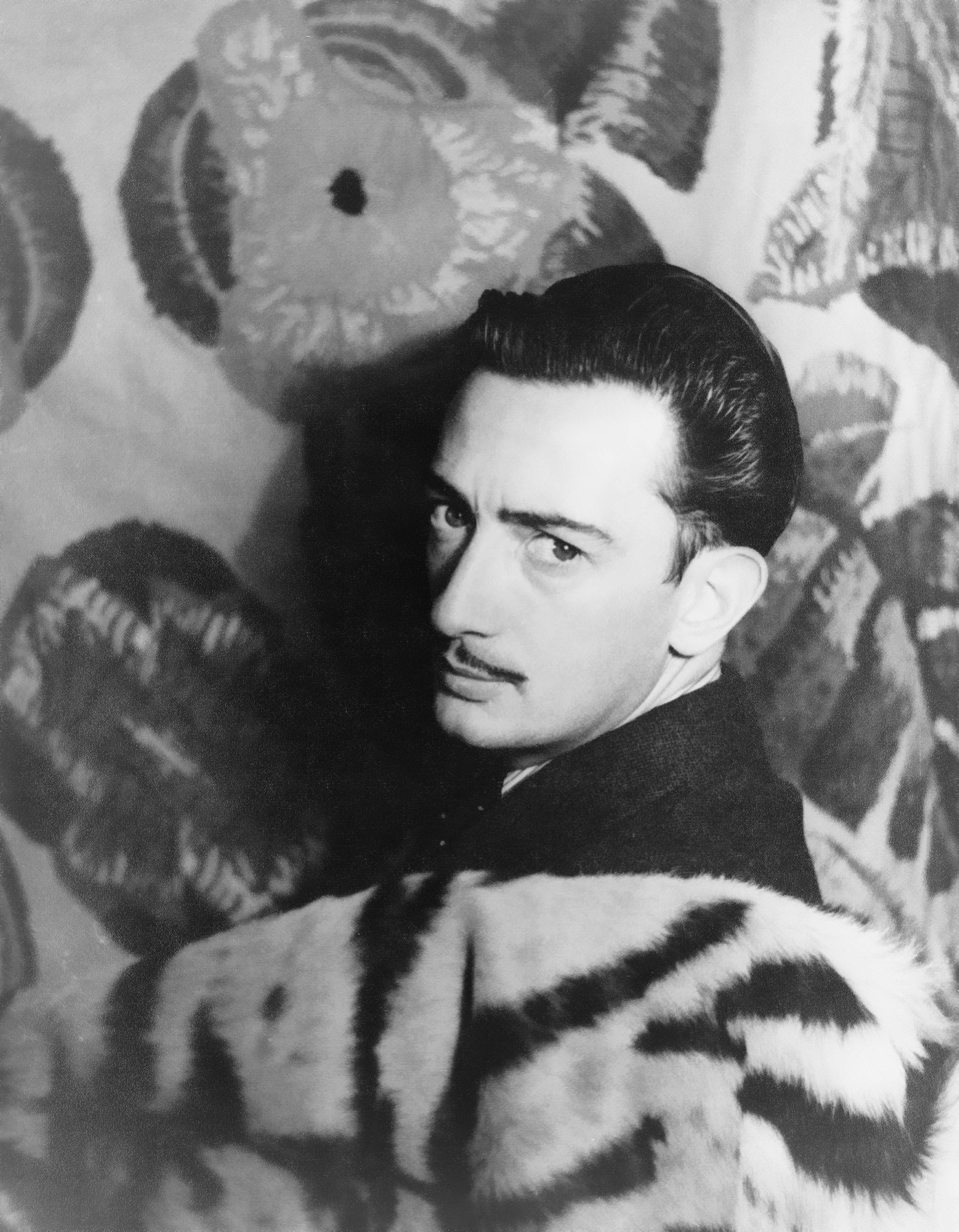
Salvador Dalí, 1939

Als im Frühjahr 1940 die deutsche Wehrmacht in Frankreich einmarschierte, entschloss sich Dalí zur Flucht in die Vereinigten Staaten, wohin er zuvor (1934/35 und 1937/38) schon zwei ausgedehnte Reisen unternommen hatte und von der US-Presse als wichtigster surrealistischer Künstler seiner Zeit gefeiert wurde. Dort war Dalí damit beschäftigt, Ausstellungen zu organisieren, Hollywoodfilme und Zeitschriften zu illustrieren und seine Autobiografie sowie seinen ersten Roman zu schreiben, weshalb während der Zeit im Exil nur wenige Gemälde entstanden.
In dem 1944 entstandenen Bild Traum, verursacht durch den Flug einer Biene um einen Granatapfel, eine Sekunde vor dem Aufwachen setzte sich Dalí mit der künstlerischen Darstellung und Deutung eines Traumes auseinander. Dabei orientierte er sich an Sigmund Freuds Theorien zur Psychoanalyse und zur Traumdeutung, von denen er schon seit seiner Studienzeit in Madrid 1922/23 fasziniert war. Darauf aufbauend entwickelte Dalí seine paranoisch-kritische Methode, von deren Nützlichkeit er Freud in einem persönlichen Treffen 1938 überzeugen konnte. Sie ermöglichte es ihm, Motive und Symbole zu verknüpfen, die scheinbar in keinem rationalen Zusammenhang stehen und Unbewusstes, wie es sich in Träumen oder Wahnvorstellungen manifestiert, objektiv vermitteln zu können. Dadurch machte er bildliche Assoziationen offen für vielfältige Interpretationsmöglichkeiten und ließ verschiedene Bedeutungsebenen ineinander fließen. Mithilfe dieser Methode sah er sich, wie er 1962 erklärte, erstmals in der Lage, „Freuds Entdeckung des typischen Traumes mit langer Handlung, als Konsequenz der Unmittelbarkeit eines zufälligen Ereignisses, welches den Schlafenden aufweckt, bildlich auszudrücken“.

## Bildaufbau
Bei dem 51 × 41 cm großen Gemälde handelt es sich um ein Meereslandschaftsbild (möglicherweise in der Nähe von Dalís Wohnsitz bei Portlligat) mit mehreren eingestellten Figuren. Den Vordergrund des Bildes dominiert eine nackte Frau (Dalís Ehefrau und Muse Gala), die liegend über einer flachen Felsplatte schwebt und zu schlafen scheint. In einer eckigen Einbuchtung an der Vorderseite der aus dem Wasser herausragenden Felsplatte schwebt ein Granatapfel, um den eine Biene kreist. Am rechten Bildrand erhebt sich über der schlafenden Gala eine überhängende Felskante mit spärlichem Bewuchs.
Die bis an den Horizont reichende, vollkommen stille und glatte Meeresoberfläche wird einzig von einer kleinen Felseninsel durchbrochen. In der rechten Bildhälfte schreitet im Hintergrund ein Elefant mit extrem langen, dünnen und spinnenartigen Beinen, die ihn über die gesamte Szene erheben, durch das Meer. Auf seiner blauen Satteldecke trägt er einen großen, gläsernen Obelisken, dessen Spitze und Kanten abgeschlagen bzw. abgebrochen sind.
Die eigentliche Handlung spielt sich im Zentrum des Bildes ab. Aus einem übergroßen, aufgeplatzten Granatapfel, der am linken Bildrand im Hintergrund über dem Meer schwebt, springt ein großer, orangefarbener Fisch, aus dessen weit geöffnetem Maul ein Tiger herausspringt, ebenfalls mit aufgerissenem Rachen. Aus diesem wiederum springt ein zweiter Tiger hervor. Beide Tiger springen mit gespreizten Pranken, ausgefahrenen Krallen und gefletschten Zähnen auf die liegende Gala herab. Die Pranke des vorderen Tigers wird zudem von einem Gewehr verlängert, dessen aufgepflanztes Bajonett auf den rechten Oberarm Galas gerichtet ist.

## Bildinhalte

### Zentrale Symbolkette

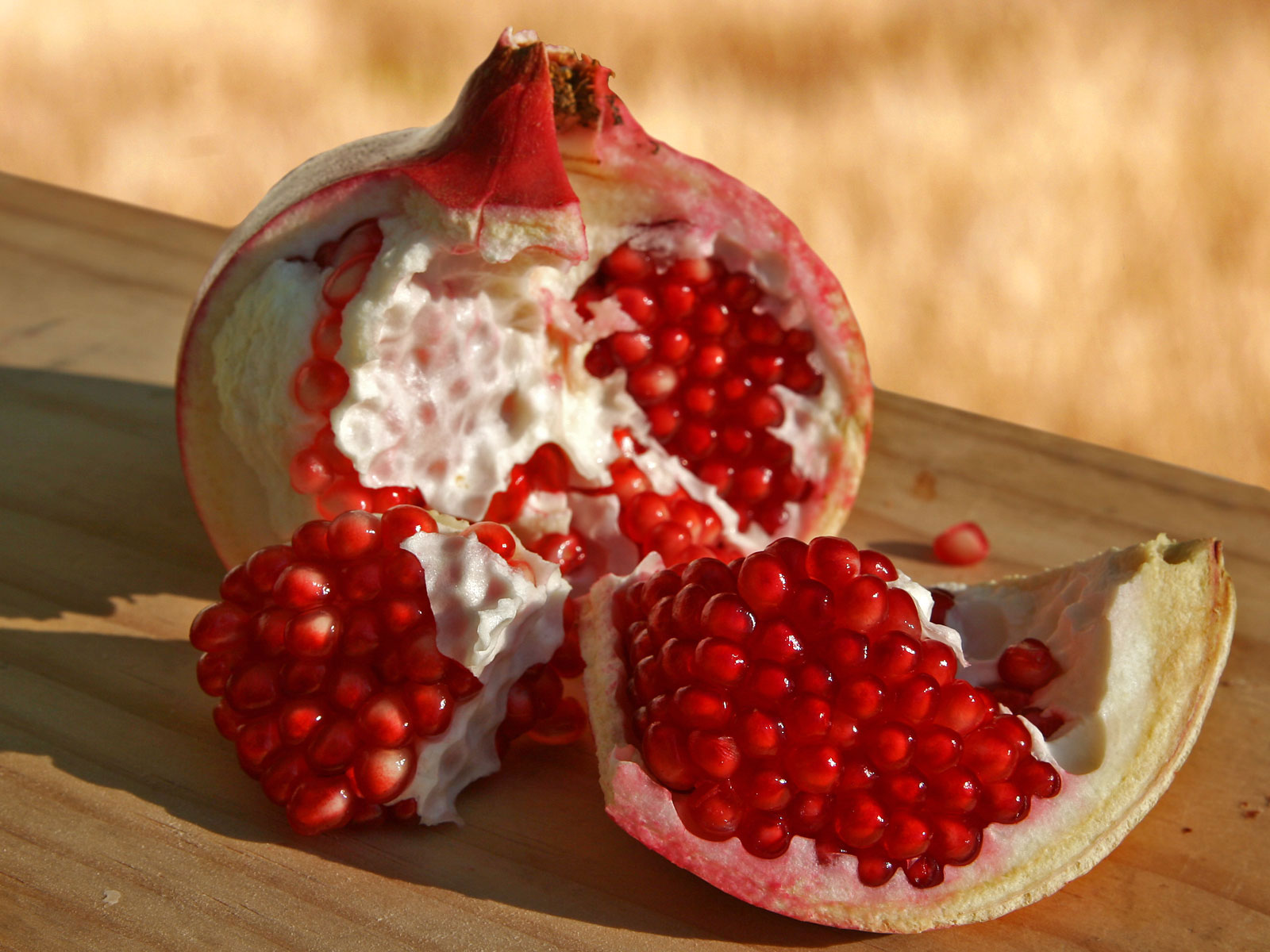
Ein aufgebrochener Granatapfel mit Fruchtfleisch und Kernen

Vom linken Bildrand ausgehend erstreckt sich eine bogenförmige Symbolkette über das Zentrum bis ins rechte Drittel des Bildes. Ausgangspunkt ist der aufgeplatzte Granatapfel, dessen zahlreiche durch Fruchtfleisch umgebene Kerne gut sichtbar sind und ihn als Symbol für Fruchtbarkeit und Auferstehung kennzeichnen. Aufgrund der intensiven roten Farbe, die für Liebe aber auch Blut stehen kann, kann er entsprechend sowohl als Symbol für Leben als auch für Tod interpretiert werden.
Ebenso wie der Granatapfel ist auch der daraus entspringende Fisch ein traditionelles christliches Symbol (Eucharistischer Fisch) und Sinnbild des Wassers, welches für Fruchtbarkeit, Leben und Wahrheit steht, aber auch auf Unterwelt und Tod hinweist. Diese auf Wasser und Meerestiere bezogene Ambivalenz zwischen Tod und Leben, Sterben und Auferstehung, findet sich in religiösem Kontext zum Beispiel bei der Taufe (Untertauchen vs. Auftauchen) oder der Erzählung von Jona und dem Wal (Verschlucken vs. Ausspucken) wieder.
Auch bei den beiden hervorspringenden Tigern setzt sich diese zwiespältige Symbolik fort, wenn auch abgeschwächt, da mit ihnen zwar Attribute wie Stärke, Mut und Potenz verknüpft werden, Dalís Darstellung jedoch von der aggressiven, gewalttätigen und triebhaften Seite der Tiger dominiert wird. Die ambivalente Symbolik findet schließlich mit dem Bajonettgewehr als Schluss der Symbolkette ein Ende, da dieses ausschließlich für Gewalt, Krieg und Tod steht, und eine unmittelbare Bedrohung darstellt.

### Gala

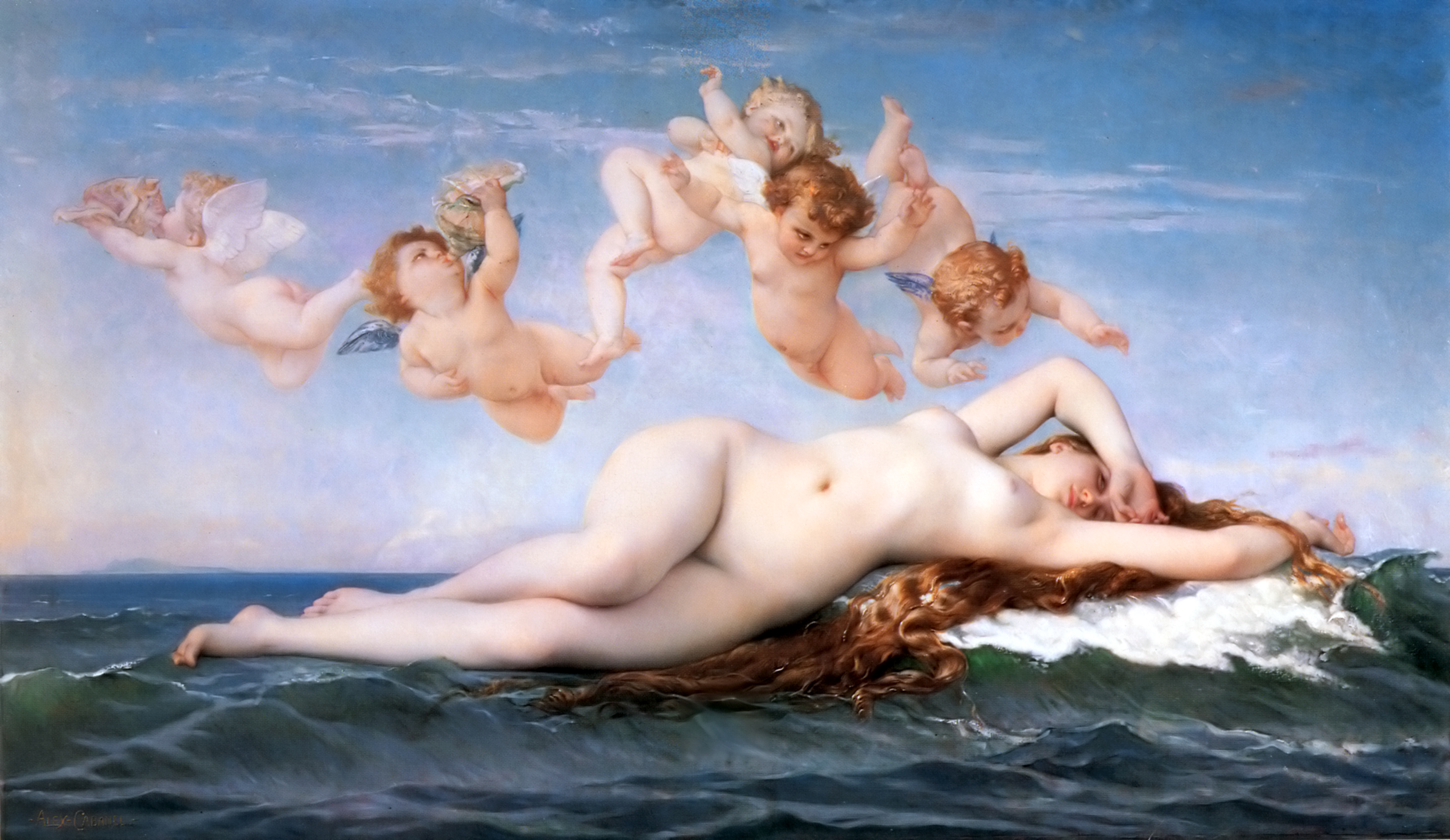
Alexandre Cabanel: Die Geburt der Venus (1863)

Einen krassen Kontrapunkt zur gewaltbetonten und bedrohlich wirkenden zentralen Symbolkette bildet die nahezu über die gesamte Bildbreite in lasziver Pose ausgestreckt liegende und verletzlich wirkende Gala, die auch in anderen Gemälden Dalís wie etwa Leda Atomica (1949) den erotischen Mittelpunkt bildet.
Dalí, dessen Beziehung zur zehn Jahre älteren gebürtigen Russin Gala von tiefer Verbundenheit, hingebungsvoller Begierde und sexueller Obsession geprägt war, mystifizierte seine Begegnung mit ihr als vorherbestimmtes Zusammentreffen mit seinem Idealbild einer weiblichen Geistesverwandten, seinem göttlichen Zwilling. Seine tiefgehende Verehrung für Gala drückte sich auch in seinen künstlerischen Darstellungen von ihr aus, die oft an antike, mythologische Figuren angelehnt sind, wie etwa Leda, Helena, oder, wie hier durch die an Perlen erinnernden Tautropfen und den herzförmigen Schatten des Granatapfels angedeutet, Venus bzw. Aphrodite als Sinnbilder der Schönheit.
Tatsächlich war Gala für Dalí nicht nur Quelle künstlerischer Inspiration, sondern auch unermüdliche Verkaufsmanagerin und Ausstellungsorganisatorin seiner Kunst und machte Dalí damit zum finanziell erfolgreichsten Künstler seiner Zeit.

### Elefant mit Obelisk

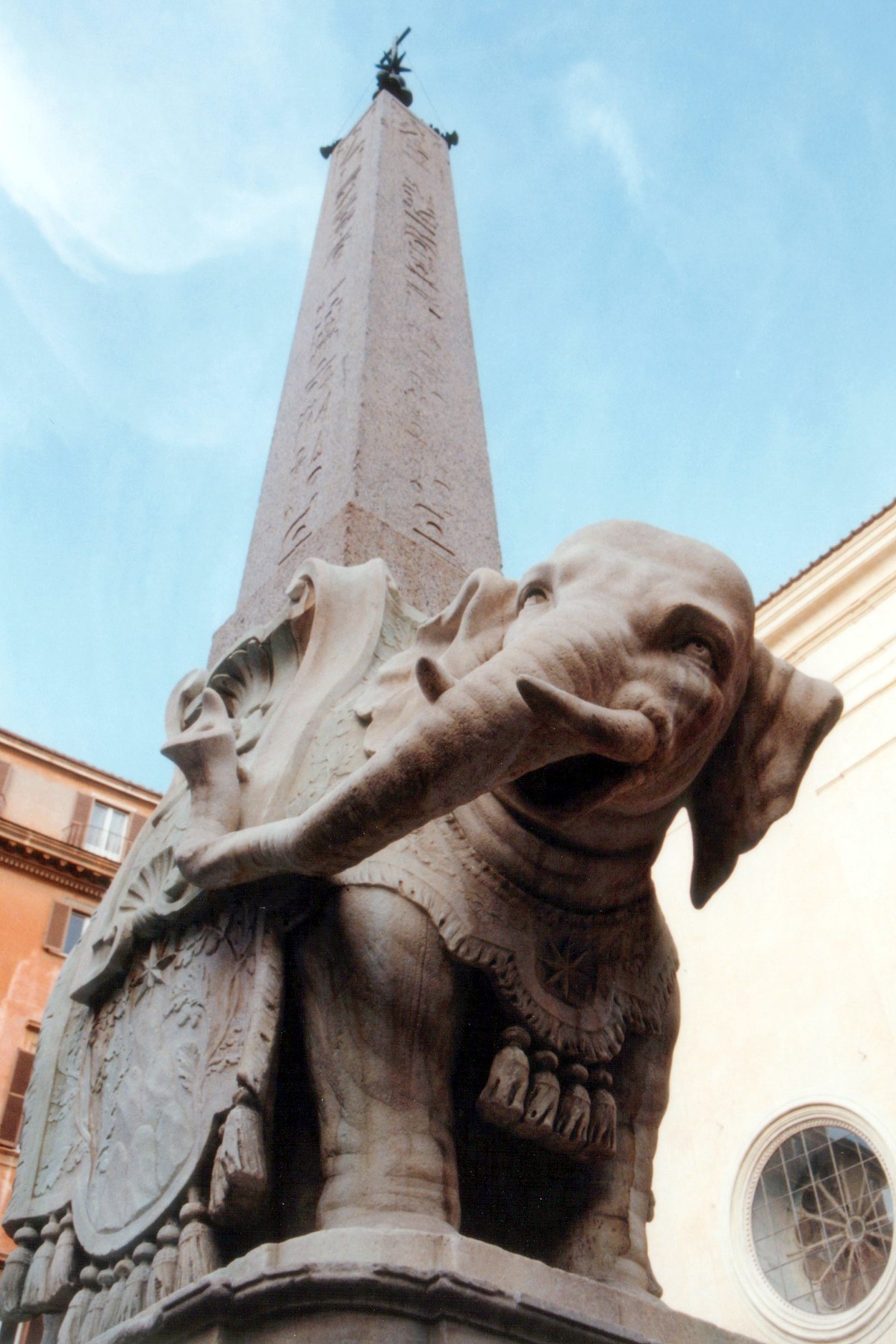
Berninis Elefant mit Obelisk auf der Piazza della Minerva in Rom

In scharfem Kontrast zur zentralen Symbolkette, deren Dramatik durch die kräftige und grelle Farbgebung unterstrichen wird, steht auch der Elefant mit Obelisk in der rechten oberen Bildhälfte, der eher blass gehalten ist und sich dadurch farblich kaum von dem dahinterliegenden Himmel abhebt. Es handelt sich dabei um ein Zerrbild von Berninis Elefant, einer Skulptur des italienischen Bildhauers Gian Lorenzo Bernini auf der Piazza della Minerva in Rom, welche wiederum von der Schilderung einer solchen Figur in Francesco Colonnas Roman Hypnerotomachia Poliphili inspiriert ist.
Der Elefant symbolisiert dabei traditionell Weisheit, Stärke/Macht, Unsterblichkeit/Göttlichkeit und Frieden. Diese Symbolik wird verbunden mit dem Obelisk, der ursprünglich in der ägyptischen Mythologie die Strahlen des Sonnengottes Re darstellte und dessen richtungsbetonte Form die Verbindung zwischen Erde und Himmel/Sonne versinnbildlicht und auch eine phallische Symbolik aufweist. Sowohl die langen, filigranen Beine des Elefanten als auch die Beschädigungen am Obelisk und die blasse Farbgebung unterstreichen hierbei die Fragilität und Gefährdung der symbolisierten Macht und Potenz.
Diese Verbindung langbeiniger Elefanten mit Symbolen der Potenz, Lust und Begierde findet sich auch in späteren Werken Dalís wie etwa Die Versuchung des heiligen Antonius (1946) wieder.

## Interpretation
In dieser, wie Dalí es beschrieb, „von Hand gemalten Traum-Fotografie“ hielt er nicht nur die Unwirklichkeit des Traumes, sondern auch dessen Komplexität bildlich fest. Dadurch ermöglicht er es, ein facettenreiches Ereignis in einem einzelnen Moment zu erfassen. So wie die Schlafende den nur Sekunden dauernden Traum als langen und komplexen „Film“ wahrnimmt, so ist sich auch der Betrachter des Bildes der inhärenten Chronologie des Geschehens bewusst.
Dies zeigt sich an der spezifischen räumlichen Komposition des Bildes, die die Bildfragmente in einen logischen konzeptionellen Zusammenhang stellt. So teilt die Horizontlinie das Bild in eine im Vordergrund liegende „Realebene“, in der sich die schlafende Frau und der Traumauslöser (Biene mit Granatapfel) befinden, und in eine im Mittel- und Hintergrund liegende „Traumebene“, in der sich die Traumsequenz abspielt. Das traumauslösende Motiv spiegelt sich dabei in der zentralen Symbolkette wider. Der Stachel der Biene wird hierbei repräsentiert durch das Bajonettgewehr, die charakteristische schwarz-gelbe Behaarung findet sich bei den Tigern wieder, die den Körper der Biene darstellen sollen, und die schuppige Struktur der Fischhaut erinnert schließlich an das Facettenauge einer Biene.
Eine weitere Besonderheit des Gemäldes ist die Vielzahl an phallischen Symbolen und Fruchtbarkeitssymbolen, die häufig kontrastierend aber auch in starker Verknüpfung bzw. wie in der zentralen Symbolkette ineinander übergehend dargestellt sind, was oft als subtiler Kommentar Dalís über sein Verhältnis zu Gala aufgefasst wird.